# سمارة مورية
السمارة المورية (باللاتينية: Sisymbrium maurum) نوع نباتي يتبع جنس السمارة من الفصيلة الصليبية.

## الموئل والانتشار
موطنها المغرب العربي.